# Liste des monuments historiques de la Haute-Garonne
Cet article recense les monuments historiques de la Haute-Garonne, en France.

## Statistiques
Au 21 juillet 2025, la Haute-Garonne compte 606 édifices comportant au moins une protection au titre des monuments historiques, dont 137 sont classés et 488 sont inscrits. Le total des monuments classés et inscrits est supérieur au nombre total de monuments protégés car plusieurs d'entre eux sont à la fois classés et inscrits.

## Liste
Pour des raisons de taille, la liste est découpée :
- communes débutant de A à L : liste des monuments historiques de la Haute-Garonne (A-L),
- communes débutant de M à Z : liste des monuments historiques de la Haute-Garonne (M-Z).

Du fait du nombre d'édifices protégés à Toulouse, la ville fait l'objet d'une liste séparée : voir la liste des monuments historiques de Toulouse.